# El delicte
El delicte (títol original en anglès: The Offence) és una pel·lícula dirigida el 1972 per Sidney Lumet. Ha estat doblada al català.

## Argument
Un policia mostatxut i sense gràcia (Sean Connery) va al darrere d'un violador. De seguida, un sospitós és detingut i es troba confrontat amb l'inspector.

## Comentaris
Magníficament fotografiat pel cap operador anglès Gerry Fisher, que compon imatges fredes i sufocants, The Offence  és una obra d'una negror real, escorcollant als subsòls de l'ànima humana.
Durant tota la pel·lícula, Lumet crea una atmosfera de trastorn i d'ambigüitat que autoritza les interrogacions més vertiginoses: el sospitós és verdaderament el violador o només l'encarnació de la mala consciència del policia ?

## Repartiment
- Sean Connery
- Trevor Howard
- Vivien Merchant
- Ian Bannen
- Peter Bowles: Inspector Cameron